# Келлі Піклер
Ке́ллі Да́ун Пі́клер (англ. Kellie Dawn Pickler; нар. 28 червня 1986, Альбемарле, Північна Кароліна, США)  — американська співачка. Здобула популярність після участі в п'ятому сезоні «American Idol». В 2006 випустила свій перший студійний альбом «Small Town Girl». У наш час[коли?] він продався у 800,000 копій. «Small Town Girl» має три сингли: «Red High Heels», «I Wonder» і «Things That Never Cross a Man's Mind». Другий альбом співачки, «Kellie Pickler», вийшов в 2008.

## Дискографія
- 2006: Small Town Girl
- 2008: Kellie Pickler
- 2012: 100 Proof
- 2013: The Woman I Am